# Le Touvet
Le Touvet este o comună în departamentul Isère din sud-estul Franței. În 2009 avea o populație de 11.415 de locuitori.

## Evoluția populației
| An        | 1975   | 1982   | 1990   | 1999   | 2006   | 2009   |
| --------- | ------ | ------ | ------ | ------ | ------ | ------ |
| Populație | 12.746 | 11.787 | 11.871 | 11.612 | 11.573 | 11.415 |